# モーニング娘。ソロ写真集シリーズ
モーニング娘。ソロ写真集シリーズ（モーニングむすめ ソロしゃしんしゅうシリーズ）とは、2001年10月から2002年6月にかけて出版されたモーニング娘。のメンバーのソロ写真集のシリーズである。本項目では、2004年8月から2005年2月にかけてほぼ同じ形で出版された「第2期モーニング娘。ソロ写真集シリーズ」についても記述する。

## 概要
モーニング娘。は、1999年に安倍なつみのソロ写真集を出版したのを皮切りに、メンバーのソロ写真集を数多く出版しているが、2001年10月から2002年6月にかけて、モーニング娘。に当時在籍していたメンバー全員がアイドル雑誌・写真集を多く手掛ける出版社であるワニブックスからソロ写真集を順次出版するという「モーニング娘。ソロ写真集シリーズ」企画が行われた。この企画は同じ出版社の月刊アイドル雑誌『アップトゥボーイ』との連動企画として行われ、写真集を出したメンバーがその発売時期に近い月に発行された号の表紙を飾ることとなったため、ほぼ1年間この雑誌の表紙のほとんどをモーニング娘。のメンバーが飾り続けた。このシリーズの写真集をすべて購入すると、未公開写真を含むスペシャル写真集がもれなく当たるというプレゼント企画も実施された。このシリーズの写真集はメンバーごとに撮影した写真家が異なっており、その名称も独自に付けられているが、判型やデザインは統一されており、背面部分の色のみがそれぞれ異なっている。安倍なつみと石川梨華以外のモーニング娘。のメンバーとしてはこのシリーズが自身にとっての初めてのソロ写真集であり、その後ソロ写真集が出版されることなくモーニング娘。を、さらにはハロー!プロジェクトを卒業した者も多い。それぞれの写真集の発売順序は、モーニング娘。で重要視されるメンバーの加入時期順や年齢順にはなっておらず、ワニブックスの公式サイトやアップトゥボーイで公式に発表された発売時期が一度変更されたことなどを踏まえても、発売順序や発売時期がどのような基準で決められたのかは明らかではない。ただし、吉澤ひとみと矢口真里については、そのメンバーがセンターポジションを務めるシングル曲のリリースに近い時期に写真集が発売されている。

### 第2期モーニング娘。ソロ写真集シリーズ
2004年8月から2005年2月にかけて、既にソロ写真集を出版していた5期メンバーの高橋愛と6期メンバーの藤本美貴を除く5期および6期メンバーのソロ写真集が上記の「モーニング娘。ソロ写真集シリーズ」と同様の形で「第2期モーニング娘。ソロ写真集シリーズ」として出版された。このシリーズではソロ写真集をすべて購入すると特大ポスターが当たるというプレゼント企画も実施された。この第2期では、ほとんどがメンバーの名前をそのまま写真集の名称としている。また田中れいなと亀井絵里は、自身の誕生日が写真集の発売日となった。

## 写真集一覧

### 第1期
| メンバー名       | 写真集の名称      | 刊行日        | 表紙を飾ったアップトゥボーイの号 | 写真家     | ISBNコード           |
| 吉澤ひとみ       | よっすぃー。      | 2001年10月6日 | 2001年11月号                     | 根本好伸   | ISBN 978-484702676-8 |
| 後藤真希         | 後藤真希          | 2001年11月6日 | 2001年12月号                     | 久保田昭人 | ISBN 978-484702679-9 |
| 安倍なつみ       | なつみ            | 2001年12月6日 | 2002年1月号                      | 平間至     | ISBN 978-484702685-0 |
| 矢口真里         | ヤグチ            | 2002年2月7日  | 2002年3月号                      | 橋本雅司   | ISBN 978-484702697-3 |
| 保田圭           | Kei               | 2002年3月2日  | 2002年4月号                      | 宅間國博   | ISBN 978-484702700-0 |
| 飯田圭織         | かおりKAORI圭織。 | 2002年5月1日  | 2002年5月号                      | 新津保建秀 | ISBN 978-484702708-6 |
| 辻希美・加護亜依 | 辻 加護           | 2002年5月23日 | 2002年6月号                      | 外山繁     | ISBN 978-484702710-9 |
| 石川梨華         | 石川梨華          | 2002年6月22日 | 2002年7月号                      | 松田忠雄   | ISBN 978-484702717-8 |

※『アップトゥボーイ』の2002年2月号は松浦亜弥が表紙を飾っている。

### 第2期
| メンバー名 | 写真集の名称 | 刊行日         | 写真家       | ISBNコード           |
| 紺野あさ美 | ASAMI KONNO  | 2004年8月25日  | アライテツヤ | ISBN 978-484702816-8 |
| 新垣里沙   | 新垣里沙     | 2004年10月7日  | 塚田和徳     | ISBN 978-484702827-4 |
| 道重さゆみ | 道重さゆみ   | 2004年10月30日 | 根本好伸     | ISBN 978-484702833-5 |
| 田中れいな | 田中れいな   | 2004年11月11日 | 吉村春海     | ISBN 978-484702834-2 |
| 亀井絵里   | 亀井絵里     | 2004年12月23日 | 熊谷貫       | ISBN 978-484702837-3 |
| 小川麻琴   | 小川麻琴     | 2005年2月22日  | 今村敏彦     | ISBN 978-484702844-1 |